# (12850) Axelmunthe
(12850) Axelmunthe est un astéroïde de la ceinture principale.

## Description
(12850) Axelmunthe est un astéroïde de la ceinture principale. Il fut découvert le 6 février 1998 à La Silla par Eric Walter Elst. Il présente une orbite caractérisée par un demi-grand axe de 2,26 UA, une excentricité de 0,21 et une inclinaison de 4,2° par rapport à l'écliptique.

## Compléments